# Système éducatif en Corée du Sud
 (novembre 2017).
Si vous disposez d'ouvrages ou d'articles de référence ou si vous connaissez des sites web de qualité traitant du thème abordé ici, merci de compléter l'article en donnant les références utiles à sa vérifiabilité et en les liant à la section « Notes et références ».
Le système éducatif en Corée du Sud est un système décentralisé qui se caractérise par trois niveaux : le Ministère de l'éducation, les 16 bureaux municipaux et provinciaux de l’éducation, et les 182 bureaux locaux de l’éducation. L'éducation en Corée du Sud est intrinsèquement liée aux hagwons qui sont des établissements privés d'aide à l'étude très onéreux et fréquentés par la plupart des écoliers du pays. L'examen final du secondaire, le suneung, détermine l'entrée des étudiants à l'université.

## Généralités
Le système scolaire coréen est semblable à celui du Japon. En effet, il est divisé en 5 niveaux : jardin d'enfants et primaire, collège, lycée et université :
- le jardin d'enfants : (2 à 3 années) de 3 à 6 ans ;
- l'école primaire : (6 années) de 6-7 ans à 11-12 ans ;
- le collège : (3 années) de 12-13 ans à 14-15 ans ;
- le lycée : (3 années) de 15-16 ans à 17- 18 ans;
- l'université : représente les quatre dernières années du schéma éducatif.

L’année scolaire, qui débute en mars, se déploie en plusieurs semestres, ceux-ci séparés par les vacances d’été (en juillet et août) qui marquent la transition entre le premier semestre (de mars à fin juin) et le second semestre (de septembre à décembre), lequel se termine par les vacances d’hiver (fin décembre jusqu'à début février ) ; enfin, les vacances de printemps (souvent la première semaine de mars) précèdent la rentrée. Depuis 2012, les écoles primaires et les collèges n'ont plus tenu les cours le samedi.
Il y a des écoles mixtes mais aussi des écoles uniquement pour filles ou pour garçons. De plus, les élèves portent généralement l’uniforme propre à leurs écoles.
Les étudiants coréens qui sont nés avant le 1er mars sont considérés comme ayant plus d'un an que ceux nés après le 1er mars, ou ceux nés avant le 1er mars de l'année civile d'après. La plupart d'entre eux entrent à l'école en avance d'un an. Tous les âges sont accordés au système occidental. Dans le système coréen, un nouveau-né a d'ores et déjà 1 an, d'où un léger décalage dans la manière de compter.[pas clair](En Corée la manière de compter l'âge d'un individu est différente de l'Occident : dès la naissance les individus sont considérés comme ayant déjà 1 an, par exemple, si un enfant est né en 2000 en Occident ; en 2020, il aura 20 ans tandis qu'en Corée la même année cet enfant aura 21 ans.)
Généralement, les matières les plus importantes[C'est-à-dire ?] sont les mathématiques, les sciences, le coréen, les études sociales et l'anglais. L'éducation physique est normalement considérée comme moins importante.

### L'uniforme en Corée du Sud
En Corée, presque tous les lycéens et les collégiens portent l'uniforme de leur école. Le port de l'uniforme a été instauré à l'école à la fin du XIXe siècle, lors de l'occupation japonaise en Corée. L’uniforme était alors utilisé pour contrôler les étudiants coréens. Après cela, il est devenu un vestige de l'impérialisme japonais, mais depuis 1986, on le porte à nouveau. Les uniformes des écoles sont faits pour améliorer la vie de la communauté scolaire mais ils sont généralement très chers. Pour chaque saison, il y a un type d'uniforme scolaire ; et chaque école décide de la date où les élèves changent leurs uniformes. Une nouvelle polémique en rapport avec les uniformes scolaires a vu le jour récemment ; en effet, les étudiantes sud-coréennes sont dans le collimateur des autorités chargées de l'éducation en Corée du Sud (pays où les mœurs restent très pudiques) parce qu'elles portent des jupes courtes. En effet, ces jupes ont subi un raccourcissement de 10 à 15 centimètres en 10 ans[réf. souhaitée]. Les autorités envisagent de prendre certaines mesures[réf. souhaitée]. La fédération des professeurs[Quoi ?] de la province[Laquelle ?] s'est prononcée sur le sujet : selon elle, il s'agit d'un gaspillage d'argent public, et il serait plus judicieux de faire appliquer une loi sur les uniformes scolaires[réf. souhaitée].

### L'éducation sud-coréenne en chiffres
Selon CIA World Factbook, le taux d'alphabétisation des personnes âgées de plus de 15 ans en Corée du Sud est de 97,9 % en 2012 (soit 99,2 % pour les hommes et 96,6 % pour les femmes). 

## Le jardin d'enfant
Le jardin d'enfant n'est pas comptabilisé dans le schéma éducatif annuel. Les parents envoient donc leurs enfants dans des organismes privés. Beaucoup de ces jardins ont une classe anglophone et certains font même un apprentissage presque entièrement en anglais.

## L'enseignement primaire
Les Coréens commencent leur scolarité généralement vers 6 ans à l’école maternelle, qui n’est pas obligatoire. Cette étape ne dure qu’un an et, elle est suivie par l’école primaire qui elle, est obligatoire. Celle-ci se déroule en six années et ils ne sont pas sanctionnés par un examen final.
Habituellement, le professeur de classe enseigne la majorité de matières. Mais, il existe des professeurs spécialisés dans certains domaines comme l'éducation physique et les langues étrangères.
,

## L'enseignement secondaire
Au bout des six années de primaires, l’élève entame ses études secondaires. Elles sont séparées en deux parties (collège et lycée), chacune se déroulant en trois ans : les sud-coréens, fraîchement sortis des primaires entrent d’abord au collège à l’âge de 13 ans et au lycée à l’âge de 16 ans.

### Le collège
Dans la plupart des collèges, les coiffures et les uniformes sont assez strictement encadrés et certains aspects de la vie des étudiants sont hautement contrôlés. Comme à l'école primaire, les étudiants passent le jour dans la même classe avec des mêmes camarades de classe ; désormais, ils ont des professeurs différents pour chaque matière. Comme dans les collèges de France, les règlements changent à partir de la fin de la primaire et au début du collège.

### Le lycée
Arrivés au lycée, les étudiants travaillent très dur afin d’obtenir de bonnes notes pour pouvoir entrer dans les meilleures universités, le classement des universités sud-coréennes étant très important.
Même si le lycée n'est pas obligatoire en Corée du Sud, selon une étude d'OCDE[réf. souhaitée] de 2005, 97 % de jeunes coréens entrent aux lycées. Environ 3 % de lycéens vont aux lycées professionnels.

### Lycées spécialisés
Les lycées scientifiques, les lycées de langues étrangères, les lycées artistiques et les lycées sportifs.

#### Lycées techniques
Les lycées agricoles, les lycées commerciaux, les lycées maritimes et les lycées techniques.

### Les instituts privés
Les Hagwons.

## L'enseignement supérieur

### L'université
L’entrée à l’université, qui est une sorte de libération pour les étudiants, dépend des résultats obtenus aux examens. Ainsi la pression vécue lors des études secondaires s’estompe et ils abandonnent l’uniforme. De plus, le fait d’entrer à l’université est synonyme de majorité ; dès lors, ils peuvent accomplir de nombreuses choses interdites aux mineurs comme entrer dans un bar. Les études universitaires se déroulent généralement en quatre ans et permettent d'obtenir un premier diplôme équivalant à la licence française, néanmoins il existe aussi des études plus longues mais celles-ci ne sont accessibles qu’aux élèves ayant obtenu les meilleures notes lors des examens finaux des secondaires. Lorsque les étudiants commencent leurs stages, la concurrence recommence et la pression s’accentue de nouveau.
Le système universitaire sud-coréen dispose de plusieurs types d'établissement :
- les grandes universités ;
- les universités privées ;
- les universités publiques.

### Les universités spécialisées
- Les universités peuvent porter ce qu'ils veulent professionnellement : scolarité en deux ou trois ans ;
- les universités pédagogiques : scolarité en quatre ans ;
- les universités de théologie.

## Problèmes

### Surcharge de travail
Les hagwons sont des instituts privés où des professeurs payés à prix d'or préparent les élèves aux examens souvent jusqu'à minuit ou au-delà. Avec 50 heures d'études par semaine en moyenne, les écoliers du pays du Matin-Calme sont les plus assidus de l'OCDE (L'Organisation de Coopération et de Développement Économiques). C’est cette assiduité qui serait la clé des excellents résultats de la Corée ; elle se positionne en effet au deuxième rang, derrière la Chine et devant la Finlande. Les autorités cherchent en permanence à améliorer la compétitivité du système[réf. souhaitée] sous la pression de parents qui voient dans la réussite scolaire la clé de l'ascension sociale[réf. souhaitée].	
C’est comme cela qu’après avoir démarré la journée de cours vers 8 heures[réf. souhaitée], les étudiants poursuivent leur journée avec des études supplémentaires. Vers 21 h 30[réf. souhaitée], des bus[Lesquels ?] les attendent pour les emmener vers les hagwons. Ils entament alors une deuxième journée de cours. Lors de leur dernière année du secondaire, ils ne dorment que cinq heures par nuit[réf. souhaitée] et ont moins d'une heure de temps libre par jour[réf. souhaitée]. Ce véritable système éducatif parallèle oblige les enfants à des journées de quinze heures de cours, voire plus. Son objectif est de préparer l'examen d'entrée à l'université, le suneung (en), l'épreuve la plus importante de la vie d'un jeune Sud-Coréen. En Corée, le diplôme universitaire est une garantie de prestige social et de bon emploi[réf. souhaitée].
Évidemment, cette surcharge de travail à un prix; selon un sondage[Lequel ?] réalisé en 2009, un tiers des lycéens dort pendant les cours obligatoires. Les enfants sont épuisés, stressés, aigris[réf. souhaitée]. Les parents[Qui ?] veulent toujours plus de notes[C'est-à-dire ?], de résultats[réf. souhaitée]. Leurs enfants deviennent des marchandises[C'est-à-dire ?] et leur santé psychologique est mise en danger. Autres effets négatifs du système : un esprit critique peu développé et peu créatif, ainsi qu’un manque de réactivité en classe ; les élèves deviennent amorphes[réf. souhaitée].

### Une alternative
Pour échapper à la pression des études, de plus en plus de jeunes se dirigent vers des voies plus artistiques[réf. souhaitée]. En effet la Hallyu, a permis à la musique sud-coréenne, la K-pop de se propager en une dizaine d’années vers ses pays voisins et, peu à peu, vers le reste du monde ; ce qui a aidé les boys bands et girl groups à accroitre leur popularité et ainsi faire rêver des millions d’adolescents.
Néanmoins, les avantages de ces stars font polémique[réf. souhaitée], notamment au niveau universitaire. En effet, de nombreuses stars ne doivent pas payer leurs frais de scolarité[réf. souhaitée], malgré leur salaire élevé[réf. souhaitée]. Ces universités leur octroient des bourses pour revaloriser leur image[réf. souhaitée]. Les étudiants[Qui ?] se disent choqués et vivent cela comme une injustice[réf. souhaitée], notamment parce que certaines de ces stars ne viennent que très rarement en cours et reçoivent tout de même leur diplôme[réf. souhaitée], alors que les étudiants « normaux » se tuent à la tâche pour n’obtenir que des résultats satisfaisants[réf. souhaitée].

### Harcèlement
La Corée du Sud, comme son pays voisin le Japon (voir Ijime), présente de nombreux cas de harcèlement scolaire. Il n’est effectivement pas rare[réf. souhaitée] qu’un élève soit pris pour cible. Les violences infligées à la victime peuvent être physiques et morales. Celle-ci, ne pouvant parfois pas assumer le poids des atrocités qu’elle subit, finit par se donner la mort[réf. nécessaire].
Pour faire prendre conscience à la population de la gravité de la situation, certains dramas ont dénoncé ce problème comme LIFE, adapté du manga Life de Keiko Suenobu, Who Are You: School 2015, Boys Over Flowers, qui est l’adaptation coréenne du manga Hana yori dango de l'écrivaine japonaise Yōkō Kamio ou encore Nobuta wo produce .

### Suicides
Depuis quelques années, le nombre de suicides d’adolescents est en forte augmentation[réf. souhaitée]. Ces suicides sont causés par un stress lié à des problèmes familiaux, des dépressions, mais aussi, dans beaucoup de cas, à des pressions d’ordre scolaire. On observe ce phénomène dans le milieu universitaire, ainsi qu'au collège. [réf. souhaitée]
En moyenne[Quand ?], plusieurs dizaines de coréens font une tentative de suicide chaque jour[réf. souhaitée] à cause de la pression scolaire qui y est extrêmement conséquente, et où l'on travaille plus que dans tout autre pays de l'OCDE. [réf. souhaitée]
Malgré de nombreuses tentatives[réf. souhaitée] de la part du gouvernement pour empêcher le phénomène de s’accentuer, le nombre de suicides ne cesse de s’accroître[réf. souhaitée].

### Solutions
Pour éviter l’effondrement d’un système éducatif qui montre ses limites, la Corée du Sud a décidé d’inciter ses entreprises à engager du personnel peu diplômé. Certaines d’entre elles ont répondu positivement à cet appel comme des chantiers navals du groupe Daewoo, qui engageront des bacheliers pour ensuite les former. Ces efforts sont nécessaires, malgré tout, la plupart des grandes entreprises coréennes sont plus réticentes à les fournir, ce qui est expliqué par le fait que leurs managers appartiennent à la génération pour laquelle « les diplômes font tout ». Autre piste de réforme pour le gouvernement : réguler le marché des cours privés. En limitant les horaires dans les hagwon, on limite aussi les dépenses des familles et la surenchère qui favorise les plus riches aux dépens de la santé de leurs enfants. Cependant, le véritable changement ne pourra venir que de la jeunesse coréenne elle-même. On peut déjà observer les prémices d’une contestation : de plus en plus d’étudiants remettent en question les pratiques éducatives mises en place, mais sortir du système reste difficile.